# メロシアニン

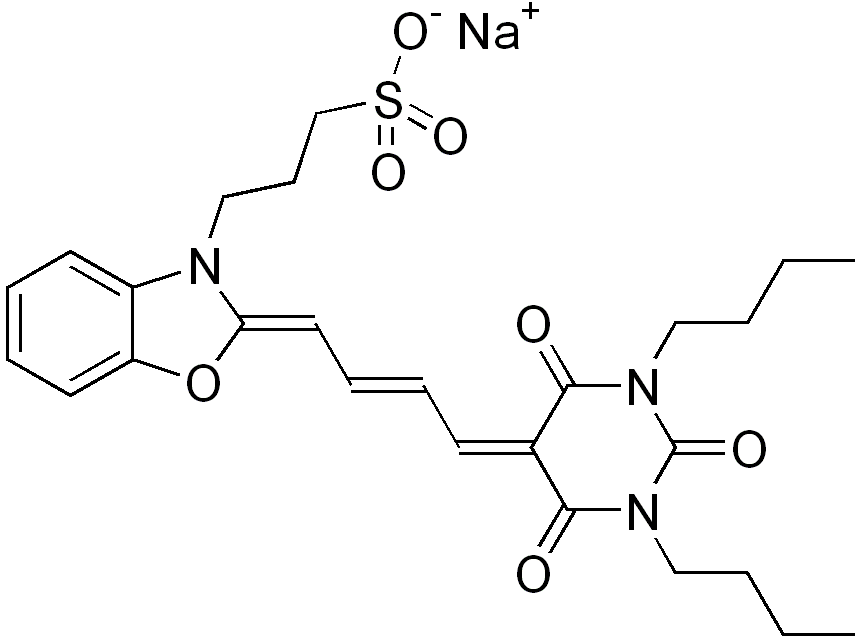
メロシアニンI

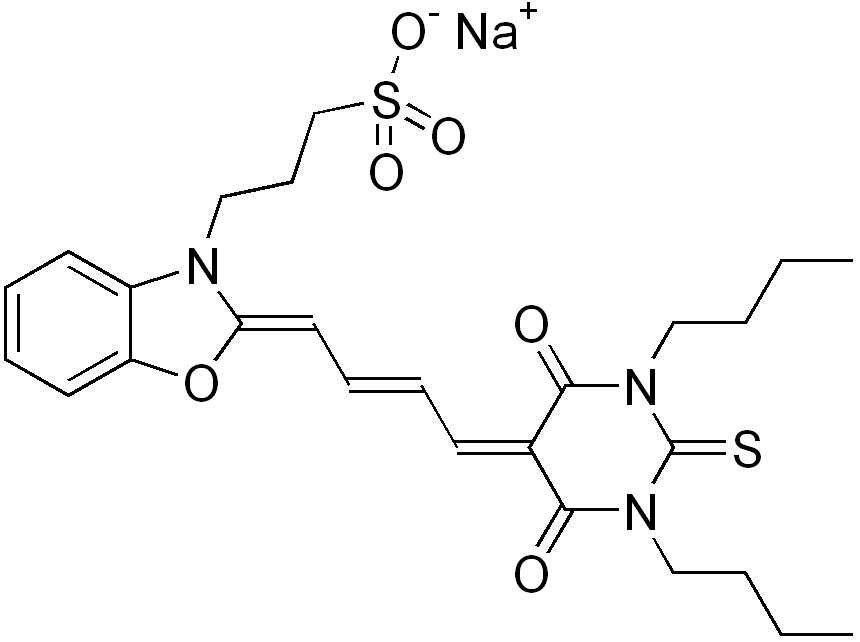
メロシアニン540

メロシアニン(Merocyanine)は、ポリメチンに属する合成染料である。代表的なメロシアニン色素にはメロシアニンIがある。この染料は通常激しく発色し、大きな吸光係数を持つ。
メロシアニン540は膜電位の計測に用いられた初めての蛍光染料である。また、ブルッカーメロシアニンおよびその関連化合物は目立ったソルバトクロミズム挙動を示す。

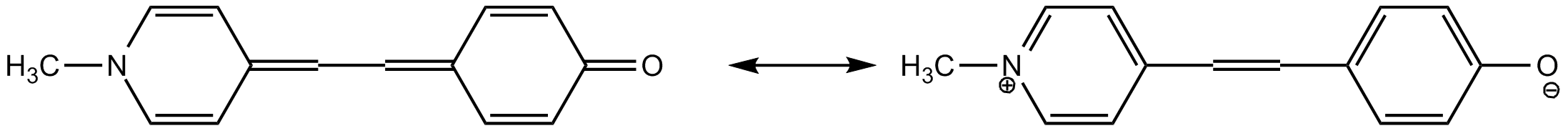
ブルッカーメロシアニン